# Post-Britpop
Post-Britpop je subžánr britského alternativního rocku, pocházející od skupin, které vznikly koncem 90. let a začátkem nového milenia v závěru Britpopu. Žánr je ovlivněn skupinami jako Pulp, Oasis a Blur s méně zjevným britským projevem v textech, ale s využívanějšími vlivy amerického rocku, včetně post-grunge a také experimentální hudby.

## Charakteristika
Množství Post-britpopových skupin se vyhýbá britpopovým vydavatelstvím, přičemž ale stále tvoří hudbu odvozenou z Britpopu. Hudba většiny skupin je založena na kytaře, často spojená s prvky tradičního britského rocku, především The Beatles, Rolling Stones a Small Faces s americkými prvky jako post-grunge.